# Crocidura sapaensis
Crocidura sapaensis és una espècie d'eulipotifle de la família de les musaranyes. És endèmica del nord-oest del Vietnam. Es tracta d'una espècie de Crocidura de mida petita, amb una llargada de cap a gropa de 50-65 mm i una cua de 37–47 mm. Té el pelatge curt i de color marró grisenc fosc.
L'espècie fou anomenada en honor de Sa Pa, la capital del districte on fou descoberta.